# 基隆燃放水燈圖

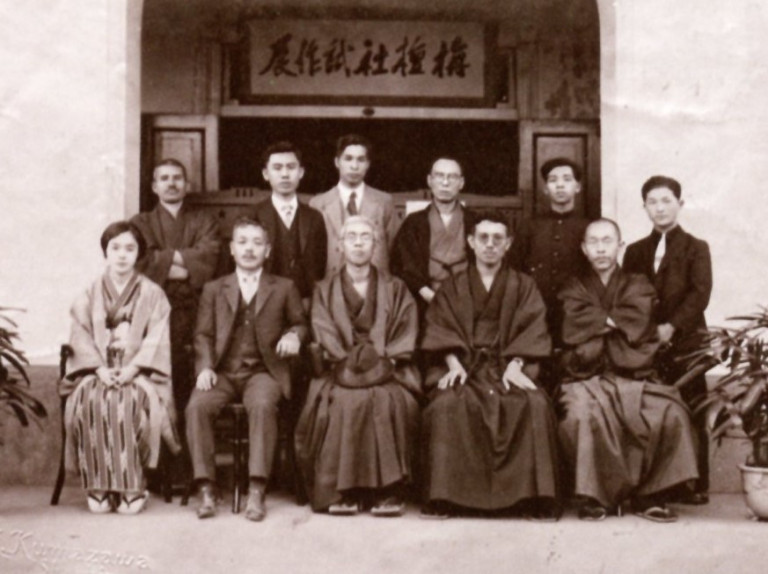
1930年栴檀社試作展合影，後排右四為村上無羅。

《基隆燃放水燈圖》（日语：基隆燃放水燈圖）是日本畫家村上英夫（村上無羅）在1927年期間所完成的膠彩畫作品，該作品內容主要描繪基隆市中元祭前夜「放水燈」遊行的情景，現屬國立臺灣美術館收藏。

## 歷史
1926年，村上英夫應聘而任教於臺北州立基隆高等女學校及臺北州立基隆中學校。後待1927年第1回臺灣美術展覽會開辦時，儘管村上具有無鑑查出品資格，但本人最後放棄該資格，改以參加一般出品以《基隆燃放水燈圖》參加競賽審查，並榮獲了東洋畫部特選獎之殊榮。當時「台灣美術展覽會」審查員評論為「樸素手法描寫人間百態，具時代意味，細膩而有韻味。」
在此之後，村上還繼續於第7回臺展東洋畫榮獲特選、朝日賞以及第9回的特選。而自第二回「臺灣美術展覽會」起，多位臺灣畫家受受到該畫影響，亦開始以類此描寫臺灣風俗民情為題材的作品，《基隆燃放水燈圖》隨後以全展最高價1,200圓由臺灣總督府收藏，1998年入藏國立臺灣美術館。
2005年，由於部分顏料層出現剝落現象，國美館委託日本政府指定修復國寶重要文化財的「國寶修理裝潢師連盟」中的修復工房半田九清堂對《基隆燃放水燈圖》及《蓮池》進行長達240天的修復作業。

## 作品內容
《基隆燃放水燈圖》以基隆市中元節與盂蘭盆節的民俗活動為主題，該景象是以田寮河上木橋作為襯景，橋上護欄佈滿旌旗，而作為基隆市主要商船與交通工具之戎克船則至於河面上。畫面中繪製有磚紅洋樓，窗邊站滿看熱鬧的人潮而融入街道上遊行活動的氛圍。作者利用遠、中、近景三處參與各種祭典活動的隊伍，兩旁夾道觀賞的人潮，充分表達出民眾參與節慶的情景。
其畫作右上角具有「基隆燃放水燈圖　於基隆年氏廊　英夫無羅」字樣，無羅為村上的雅號。落款底下另有明顯字跡，可見曾被塗改，「基隆年氏」之下可辨識出「顏國」二字，原應是基隆顏家顏國年氏之名，畫面右上及左下角有金箔貼成的雲霧圍繞的描寫，此為承繼日本桃山時代大和繪的裝飾技法。

## 評價
在1927年入選臺展時， 藝評家鷗亭生（大澤貞吉）曾對《基隆燃放水燈圖》進行評價有褒有貶：

以浮世繪的神趣為目標，非常細緻精準地畫出來的作品。其形式風格則明顯屬於日本浮世繪的延伸，樸素筆法中帶有『時代味』，作者極盡用心想表現淡泊感之處，頗為有趣。祭典隊伍中的人物或觀賞角度的群眾畫得好像玩偶的樣子，其細膩的用心效果不錯，然而從構圖與技巧上來看，畫幅缺乏視覺焦點，整體畫面不夠流暢。此外，裝飾天地的金雲，更是蛇足。臺展第一回展出就能夠發現表現得出這種程度的構思與技巧的作品可以說是運氣不錯。

## 外部連結
- 基隆燃放水燈圖 - 臺灣文化入口網 （页面存档备份，存于）
- 基隆燃放水燈圖 - 名單之後：臺府展史料庫 （页面存档备份，存于）
- 村上英夫－基隆燃放水燈圖 - 國美典藏 （页面存档备份，存于）